# Negramaro
I Negramaro sono un gruppo musicale pop rock italiano formatosi a Copertino nel 2000 e composto da sei membri: Giuliano Sangiorgi (voce, chitarra, pianoforte), Emanuele Spedicato (chitarra), Ermanno Carlà (basso), Danilo Tasco (batteria), Andrea Mariano (pianoforte, tastiera, sintetizzatore) e Andrea De Rocco (campionatore).
Agli inizi degli anni 2000 firmano un contratto con la Sugar Music, con cui hanno pubblicato nove album in studio, una compilation, e un album live, esordendo otto volte tra le prime cinque posizioni della classifica di vendita italiana, tra cui quattro prime posizioni consecutive. Hanno partecipato due volte al Festival di Sanremo, nel 2005 con il brano Mentre tutto scorre, vincitore del Premio della Critica Radio & TV, e nel 2024 con il brano Ricominciamo tutto.
Nel 2007 hanno vinto la 44ª e ultima edizione del Festivalbar con il brano Parlami d'amore.
Nel corso della loro carriera hanno inoltre scritto e composto la colonna sonora dei film La febbre di Alessandro D'Alatri e Vallanzasca - Gli angeli del male di Michele Placido, vincendo tre Nastri d'argento e ricevendo una candidatura ai David di Donatello. Sono stati inoltre riconosciuti con un MTV Europe Music Awards e un Premio M.E.I.
Il gruppo trae il nome dal Negroamaro, un vitigno della terra d'origine della band, il Salento, in Puglia. La band ha avuto alcuni periodi di pausa, tra cui nel 2017, in cui si sciolsero per alcuni mesi, e nel 2018, questa coincisa con il periodo di guarigione di Emanuele Spedicato dopo un'emorragia cerebrale.

## Storia

### Gli esordi (2000-2004)
Il gruppo è stato fondato nel 2000 a Copertino da Giuliano Sangiorgi, Ermanno Carlà e Emanuele Spedicato, a cui si sono presto aggiunti, nell'agosto dello stesso anno Andrea Mariano, Andrea De Rocco e Danilo Tasco. A due mesi dalla fondazione registrano un demo contenente i brani Es-senza, Gravido, Non scappo più, Astolfo e la rivisitazione di Amarsi un po' di Lucio Battisti; successivamente tengono svariate esibizioni dal vivo, diventano ben presto un fenomeno emergente del circuito alternativo.
Nel 2001 la band entra nel novero dei dieci finalisti del concorso Brand: New Talent di MTV e nello stesso anno si aggiudica la vittoria del Tim Tour, culminato con un concerto pubblico a Palermo. Il gruppo viene attenzionato da una major statunitense ma a settembre salta l'appuntamento negli Stati Uniti a causa dell'attentato alle torri gemelle. Il bassista Ermanno intanto ha l'idea di chiamare il gruppo come il vitigno Negro amaro dato che nella sua cantina dove suonano ci sono queste botti di vino.
Nel giugno 2002 i Negramaro pubblicano l'EP 000577, composto da tre inediti e una traccia video, e al termine dell'anno ottengono un contratto discografico con la Sugar, etichetta guidata da Caterina Caselli. Il primo album dei Negramaro, dal titolo omonimo, è stato pubblicato nel 2003, venendo anticipato il 7 febbraio dal singolo Solo.
L'anno successivo è stata la volta del secondo album in studio 000577, con il quale il gruppo comincia ad affermarsi nel circuito mainstream. L'album vede la produzione di Corrado Rustici in alcuni brani: è l'inizio di una collaborazione artistica che si ripeterà per Mentre tutto scorre (2005) e La finestra (2007).
A conferma delle esibizioni dal vivo del gruppo rock salentino, i Negramaro partecipano, negli anni, a tutti i principali festival italiani, come il concerto del Primo Maggio, l'Heineken Jammin' Festival, il Meeting etichette indipendenti di Faenza, l'Arezzo Wave e l'MTV Day.
Giuliano Sangiorgi, frontman del gruppo, oltre a comporre tutti i brani dei Negramaro, è autore e compositore per altri: scrive per Andrea Bocelli Le parole che non ti ho detto nel 2004. In seguito duetta con Dolores O'Riordan in Senza fiato (2007), le cui musiche sono di Paolo Buonvino e compone musica e testo di Come foglie (2009), cantata da Malika Ayane.

### Sanremo eMentre tutto scorre(2004-2006)
Il terzo album dei Negramaro Mentre tutto scorre (2005) è quello della conferma: il primo singolo Mentre tutto scorre vince il "Premio della Sala Stampa Radio & TV" alla 55ª edizione del Festival di Sanremo (nonostante il mancato passaggio alla finale nella categoria Giovani) ed è il tema principale del film La febbre di Alessandro D'Alatri, che sceglie otto brani tratti dal nuovo album dei Negramaro per la colonna sonora del film.
I Negramaro manifestano un rapporto privilegiato con il cinema, chiamando Silvio Muccino a dirigere il videoclip di Estate (dall'album Mentre tutto scorre), ospitando l'attrice Valeria Solarino in Solo3min (dallo stesso album) ed offrendo la regia per L'immenso (dall'album La finestra) a Dario Baldi, in co-regia con Giuliano Sangiorgi.
Il singolo Mentre tutto scorre rimane per 20 settimane nella classifica dei singoli più venduti in Italia. Alla 42ª edizione del Festivalbar (2005) vincono il "Premio rivelazione italiana" con il brano Estate, secondo singolo estratto dall'album. Il terzo singolo estratto è Solo3min che entra nella classifica dei brani più scaricati nel 2006 in Italia. Alla 43ª edizione del Festivalbar vincono il "Premio Best Performer" con il brano Nuvole e lenzuola, quarto singolo estratto.

### La finestraeSan Siro Live(2006-2009)

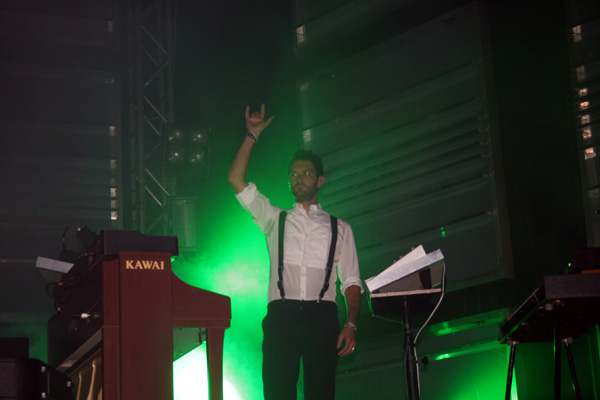
Il tastierista Andrea Mariano in concerto con i Negramaro nel 2007

Tra gennaio ed aprile del 2007 i Negramaro si trasferiscono negli Stati Uniti per seguire la produzione del nuovo album. L'8 giugno 2007 viene pubblicato l'album La finestra: il disco, registrato al Plant Studios di San Francisco e masterizzato allo Sterling Sound di New York, è prodotto da Corrado Rustici e arrangiato da Rustici e i Negramaro. I testi e le musiche sono di Giuliano Sangiorgi.
La finestra è un album di quattordici brani tra sonorità rock, melodie ispirate alla grande tradizione cantautorale italiana, spunti elettronici e testi visivi, che disegnano immagini, metafore per indagare un disagio sociale e personale in maniera non esplicita. Il primo singolo estratto è Parlami d'amore che rimane 28 settimane consecutive nella classifica dei singoli più venduti in Italia ed entra nella classifica dei brani più scaricati nel 2007 in Italia. La finestra entra direttamente al primo posto nella classifica dei dischi più venduti in Italia e ci resta per 3 settimane consecutive. L'album, in meno di quattro mesi, è già disco di platino con oltre 120.000 copie vendute. L'album rimane per più di 90 settimane in classifica e riceve il disco di diamante.
Il rapporto speciale dei Negramaro con il cinema si esprime questa volta in un vero e proprio film: a fine agosto del 2007 presentano il rockumentary Dall'altra parte della luna alla 64ª Mostra internazionale d'arte cinematografica di Venezia nella sezione "Orizzonti".
Il film, per la regia di Dario Baldi e Davide Marengo, racconta la storia di un sogno di sei ragazzi che, nel giro di pochi anni, grazie a talento e passione, dalla cantina dove suonavano in provincia di Lecce si trovano a registrare il nuovo album La finestra al Plant Studios di San Francisco.
Alla 44ª e ultima edizione del Festivalbar (2007) i Negramaro diventano i vincitori assoluti con il brano Parlami d'amore. A ottobre il nuovo successo radiofonico è L'immenso, che va ai vertici della classifica dei brani più trasmessi dalle radio. Altri singoli estratti sono stati Cade la pioggia on Jovanotti e Via le mani dagli occhi.
Il 31 maggio 2008 si esibiscono in un concerto-evento allo stadio di San Siro cui assistono 38.000 persone. Dopo questo concerto viene pubblicato il CD + DVD San Siro Live che raggiunge la posizione numero 4 nella Classifica FIMI Album e riceve il disco di platino vendendo più di 80.000 copie.
Significative anche le collaborazioni con il mondo del cinema: i Negramaro, infatti, firmano la colonna sonora di apprezzate produzioni cinematografiche quali La febbre di Alessandro D'Alatri, Cemento armato (2007) dove Sangiorgi duetta con Dolores O'Riordan, Una notte blu cobalto (2009) di Daniele Gangemi, Italians (2009) di Giovanni Veronesi e Vallanzasca - Gli angeli del male (2010), film diretto da Michele Placido che narra le vicende del bandito milanese Renato Vallanzasca.

### Casa 69e l'intervento a Giuliano Sangiorgi (2009-2011)

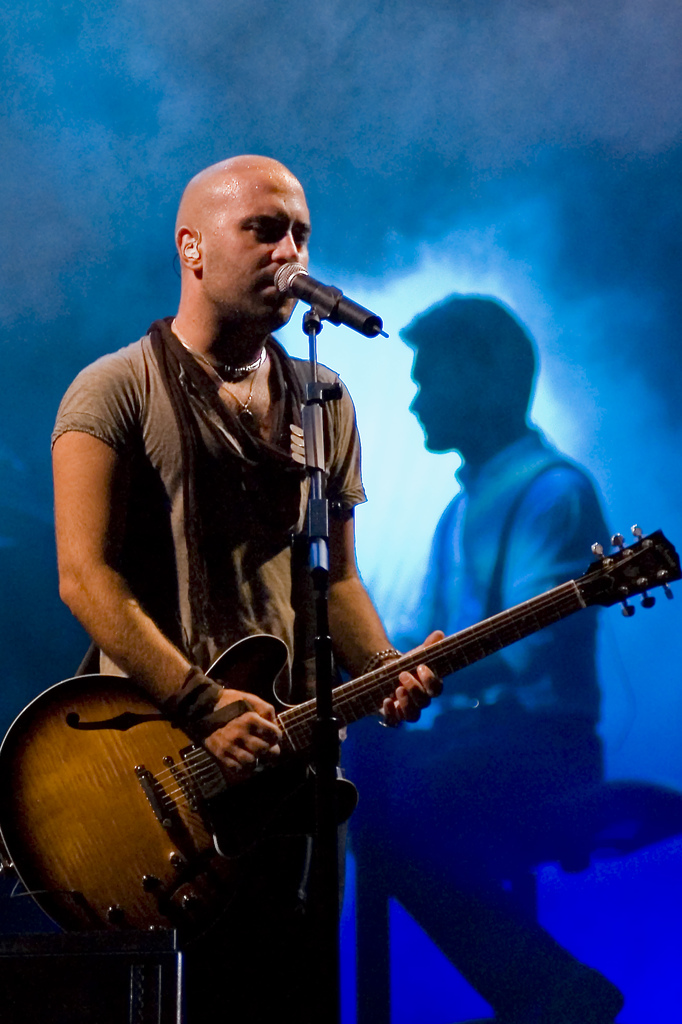
Il cantante Giuliano Sangiorgi in concerto con i Negramaro a Napoli nell'estate 2007

Il quinto album dei Negramaro, dal titolo Casa 69, è stato pubblicato il 16 novembre 2010, anticipato dal singolo Sing-hiozzo, reso disponibile il 22 ottobre. Il gruppo ha presentato attraverso il proprio sito ufficiale ed attraverso il proprio canale YouTube alcune anticipazioni audio di alcune delle tracce strumentali che faranno parte dell'album. Il nuovo lavoro è stato infatti inciso presso i Metalwork Studios di Toronto, con la produzione di David Bottrill (produttore anche dei Muse e dei Placebo).
Nel febbraio 2011 il gruppo è costretto ad annullare i propri impegni, compresa la partenza del Casa 69 Tour, prevista per il mese successivo, a causa di un delicato intervento alle corde vocali al quale ha dovuto sottoporsi il cantante Giuliano Sangiorgi, che ha reso necessario un lungo periodo di riabilitazione. Per questo motivo, la partenza del tour è stata rimandata all'autunno successivo.
Il 1º marzo 2011 esce Aspetto lei il brano inedito che la band ha deciso di regalare ai fan per ringraziarli dell'affetto e della vicinanza dimostrata in seguito all'annuncio dell'intervento al quale ha dovuto sottoporsi Giuliano, seguito da una lettera dello stesso Sangiorgi sul sito ufficiale dei Negramaro.
Il 9 settembre 2011 viene pubblicato in rotazione radiofonica un ulteriore singolo tratto da Casa 69, Io non lascio traccia. Il 1º ottobre 2011 incomincia il Casa 69 Tour, durato fino al maggio 2012.

### Una storia semplice(2012-2014)
Il 21 settembre 2012 è stato distribuito il nuovo singolo Ti è mai successo?, primo estratto dalla raccolta di successi dei primi dieci anni di carriera dei Negramaro, chiamata Una storia semplice e pubblicata il 6 novembre 2012. Dopo tre settimane dall'uscita, il disco viene certificato disco d'oro dalla FIMI e a fine dicembre disco di platino per le oltre 60.000 copie vendute. Il gruppo ha partecipato, il 22 settembre 2012, al concerto Italia Loves Emilia per i terremotati dell'Emilia-Romagna. Nel 2013 hanno scelto alcuni brani mandati da esordienti, i brani di Mattia Secondi, Luca Salzano e Maria Graziani. A seguito vengono annunciate due date italiane, una allo stadio San Siro di Milano e l'altra allo stadio Olimpico di Roma e per la prima volta alcune date europee tra cui una data al festival Hard Rock Calling di Londra. L'11 maggio 2013 si esibiscono in chiusura al concerto organizzato da Radio Italia in Piazza del Duomo a Milano. Il 16 novembre 2013 partirà dal Mediolanum Forum un tour di 12 date denominato Una storia semplice Tour 2013. Dopo Ti è mai successo?, dall'album sono stati estratti anche i singoli Sole, Una storia semplice e Sei.
Il 15 aprile 2014 viene pubblicato il singolo Un amore così grande 2014, brano originariamente composto da Guido Maria Ferilli e interpretato da Claudio Villa nel 1976 e scelto come canzone della nazionale di calcio dell'Italia per i mondiali del 2014. A questa pubblicazione è seguito Un amore così grande Tour 2014, partito il 5 luglio 2014 da Cattolica e composto da nove date.

### La rivoluzione sta arrivando(2015-2016)
Il 24 aprile 2015, a sorpresa, viene pubblicato su iTunes un singolo inedito, intitolato Sei tu la mia città. Il brano anticipa il sesto album di inediti della band e il La rivoluzione sta arrivando Tour 2015 ad esso correlato. Ad agosto viene annunciato sia il titolo ufficiale del nuovo album, La rivoluzione sta arrivando, che la pubblicazione di un secondo singolo da esso estratto, intitolato Attenta e pubblicato il 7 agosto 2015. La rivoluzione sta arrivando viene invece pubblicato dalla Sugar Music il 25 settembre, debuttando come i precedenti due album di inediti e la raccolta Una storia semplice direttamente al primo posto della Classifica FIMI Album. Il terzo singolo estratto dall'album, Il posto dei santi, viene pubblicato nel novembre 2015. Nel corso del 2016 vengono pubblicati come singoli anche L'amore qui non passa, Tutto qui accade e Lo sai da qui.
Il 4 novembre parte con la data zero di Mantova il La rivoluzione sta arrivando Tour 2015, che toccherà con diversi sold out i principali palazzetti dello sport italiani.

### La breve crisi eAmore che torni(2017-2019)
Dopo alcune incomprensioni e aspri confronti avuti in studio, il gruppo decide di sciogliersi e Sangiorgi si trasferisce momentaneamente a New York. Una volta tornato in Italia, ricontatta Andrea Mariano e gli presenta una demo, mentre il tastierista gli rivela che presto diventerà padre di una bambina di nome Bianca. I due si riuniscono con gli altri quattro componenti diverse volte, e ritrovata la volontà di lavorare nuovamente insieme i Negramaro si accordano con la Sugar Music per un rinnovo di contratto e per la produzione di un nuovo album. Il gruppo in questo periodo non comunica alcuno di detti avvenimenti, se non nel novembre 2017.
Il 14 settembre 2017 viene annunciato il settimo album Amore che torni, pubblicato il 17 novembre dalla Sugar Music. Il singolo che lo ha anticipato è stato Fino all'imbrunire, pubblicato il 6 ottobre 2017 per il download digitale.
La promozione dell'album è proseguita con un tour nazionale e con la pubblicazione dei singoli La prima volta (19 gennaio 2018) e Amore che torni (8 giugno).
Nel settembre 2018 il chitarrista Lele Spedicato è stato colpito da un'emorragia cerebrale, portando i Negramaro a posticipare il tour tra febbraio e marzo 2019.
Nella prima data del tour, svoltasi a Rimini il 14 febbraio 2019, il gruppo ha portato al debutto Cosa c'è dall'altra parte, dedicato a Spedicato, apparso a sorpresa sul palco durante l'esecuzione del brano. Il singolo è stato pubblicato il giorno seguente per il download digitale.

### Contatto(2020-2022)
Il 13 novembre 2020 il gruppo ha pubblicato l'ottavo album Contatto, anticipato un mese prima dal singolo omonimo. Tra i dodici brani in esso presenti vi è anche Non è vero niente, realizzato in collaborazione con la cantante Madame.
Nel 2021 hanno aperto la terza serata del 71º Festival di Sanremo eseguendo 4/3/1943 di Lucio Dalla e Meraviglioso. Nel mese di settembre hanno reso disponibile il singolo inedito Ora ti canto il mare. 
Il 30 settembre 2022 è partita la tournée Unplugged European Tour 2022, che ha visto il gruppo esibirsi inizialmente in Italia fino il 13 novembre e in seguito anche in alcune città europee tra il 21 novembre e il 10 dicembre.

### Free Love(2023-presente)

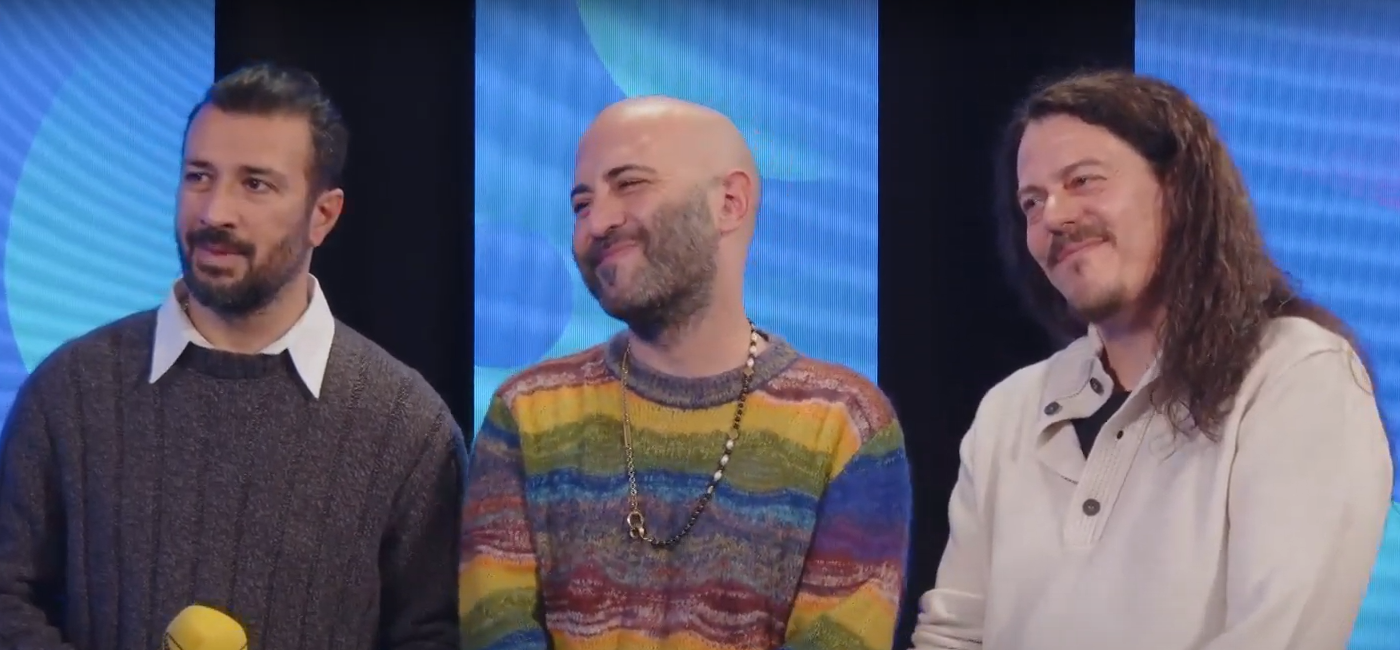
Spedicato, Sangiorgi e Carlà nel 2024

Nel marzo 2023 viene pubblicato il singolo Diamanti, nel quale i Negramaro collaborano con Elisa e Jovanotti, seguito nel settembre successivo dalla collaborazione con Fabri Fibra in Fino al giorno nuovo. Successivamente partecipano al Festival di Sanremo 2024, segnando la seconda partecipazione alla kermesse, con il brano Ricominciamo tutto, vincendo il Premio Lunezia al valore musical-letterario. Nello stesso anno pubblicano altri due singoli: ad aprile Luna piena e a novembre Marziani, che hanno anticipato l'album Free Love.

## Formazione
- Giuliano Sangiorgi – voce, chitarra e pianoforte
- Emanuele "Lele" Spedicato – chitarra
- Ermanno Carlà – basso
- Andrea "Andro" Mariano – pianoforte, tastiera, sintetizzatore e organo Hammond
- Andrea "Pupillo" De Rocco – campionatore, organetto, cori
- Danilo Tasco – batteria e percussioni

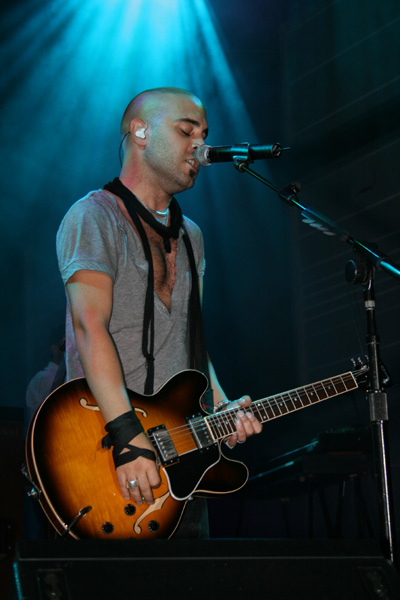
Giuliano Sangiorgi
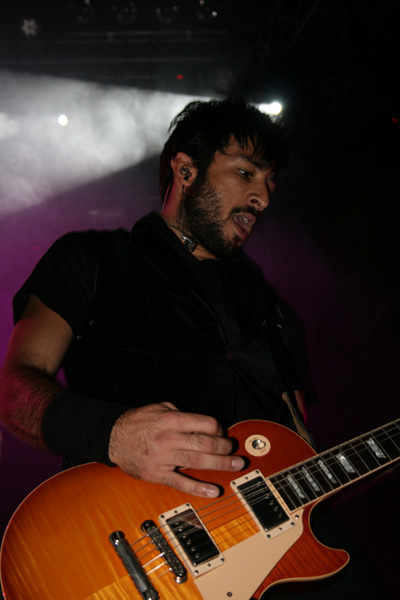
Emanuele Spedicato
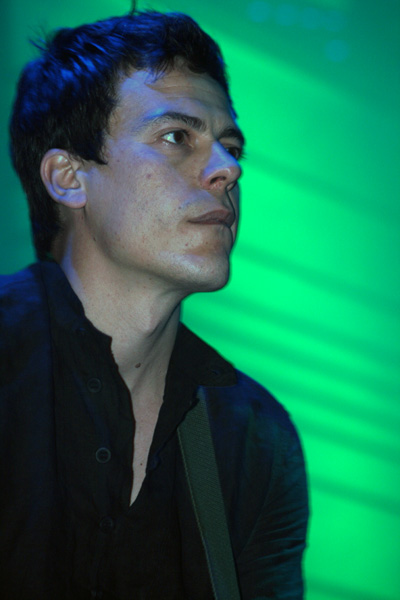
Ermanno Carlà
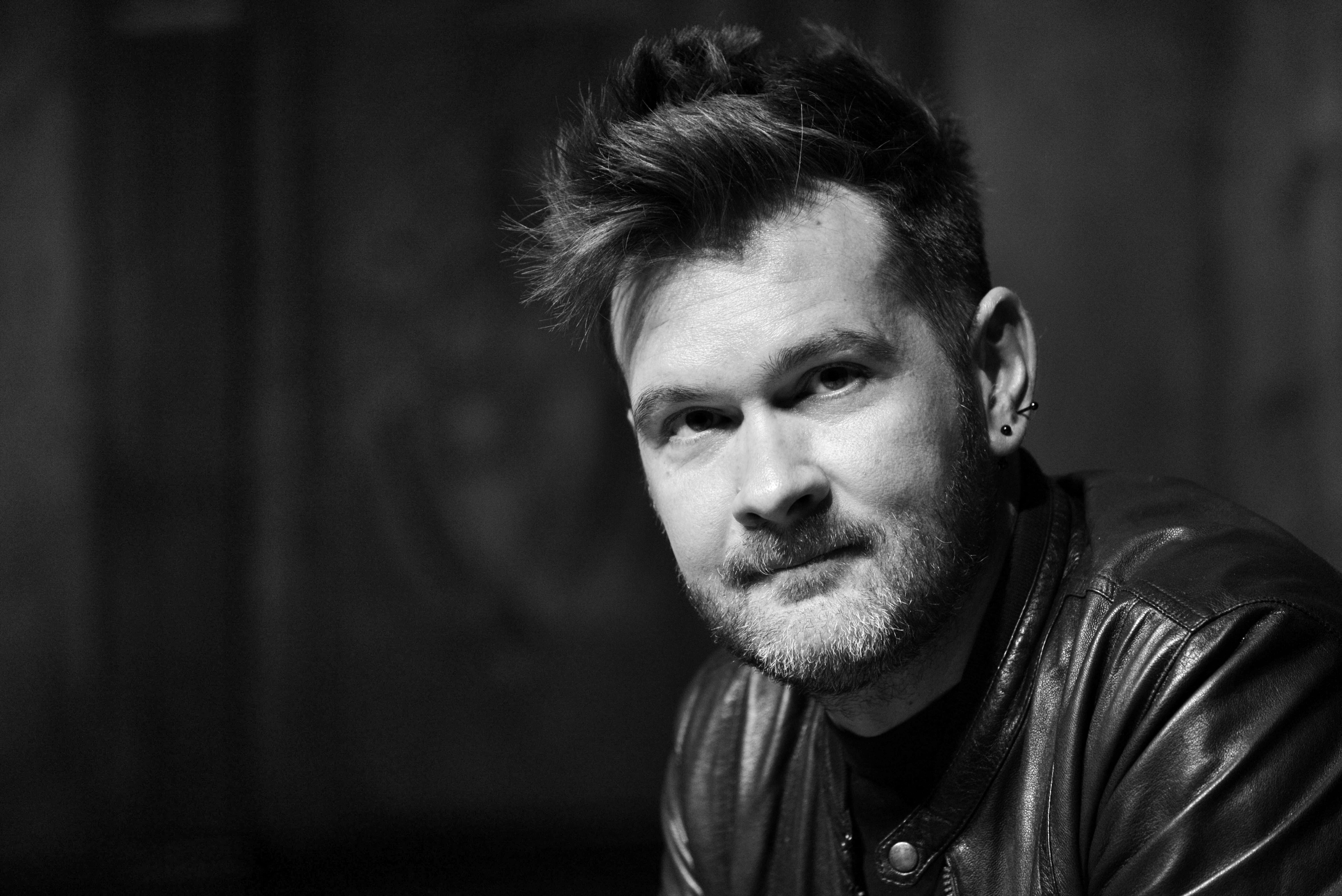
Andrea Mariano

## Discografia

### Album in studio
- 2003 – Negramaro
- 2004 – 000577
- 2005 – Mentre tutto scorre
- 2007 – La finestra
- 2010 – Casa 69
- 2015 – La rivoluzione sta arrivando
- 2017 – Amore che torni
- 2020 – Contatto
- 2024 – Free Love

### Album dal vivo
- 2008 – San Siro Live

### Raccolte
- 2012 – Una storia semplice

## Filmografia
- 2007 – Dall'altra parte della luna (documentario)
- 2019 – L'anima vista da qui (documentario, regia di Gianluca Grandinetti)
- 2023 – Negramaro Back Home - Ora so restare (documentario, regia di Giorgio Testi)

## Riconoscimenti
- David di Donatello
  - 2006 – Candidatura al migliore musicista per La febbre[48]
- Festivalbar
  - 2005 – Premio rivelazione
  - 2007 - Vincitori assoluti
- MTV Europe Music Awards
  - 2005 – Miglior artista italiano
  - 2007 – Candidatura al miglior artista italiano
  - 2011 – Candidatura al miglior artista italiano
- Nastri d'Argento
  - 2006 – Miglior musica per La febbre
  - 2006 – Miglior canzone per Mentre tutto scorre
  - 2011 – Miglior colonna sonora per Vallanzasca - Gli angeli del male
- Premio Lunezia
  - 2006 – Premio Rock per il valore musical-letterario per Mentre tutto scorre
  - 2024 – Premio al valore musical-letterario per  Ricominciamo tutto[49]
- TIM Music Awards
  - 2010 – Premio CD Oro per San Siro Live
  - 2011 – Premio CD Multiplatino per Casa 69
  - 2011 – Premio Speciale Arena di Verona
  - 2016 – Premio CD Multiplatino per La rivoluzione sta arrivando
  - 2016 – Premio Singolo Platino per Attenta
  - 2018 – Premio CD Oro per Amore che torni
  - 2019 – Live Oro per Amore che torni Tour Indoor
  - 2021 – Premio FIMI per Mentre tutto scorre
  - 2023 – Live Oro per NO20 Tour
  - 2023 – Premio TIM alla carriera
  - 2024 – Premio Barone Airplay